# Rodolfo Gamarra
Pour les articles homonymes, voir Gamarra (homonymie).
Rodolfo Vicente Gamarra Varela (né le 10 décembre 1988 à Asuncion au Paraguay) est un joueur de football paraguayen, qui évolue au poste d'attaquant.

## Biographie

### Club
Gamarra joue son premier match professionnel avec son club formateur du Club Libertad dans le championnat du Paraguay le 18 novembre 2008, lors d'un résultat nul 1-1 contre le Club Tacuary.
Le 20 mai 2009, il inscrit ses deux premières réalisations lors d'un match officiel lors d'une victoire 4 buts à 1 contre le Club 12 de Octubre.

### Équipe nationale
Gamarra remporte tout d'abord avec l'équipe du Paraguay des moins de 16 ans la Copa América des moins de 16 ans 2004.
Il participe à sa première sélection internationale avec l'équipe senior du Paraguay en 2009, lors d'un match amical non officiel contre le Chili.
Il est appelé par l'entraîneur argentin Gerardo Martino pour l'effectif final paraguayen qui dispute la coupe du monde 2010, avec seulement deux matchs officiels disputés.